# 슈브라 엘 케이마

슈브라 엘 케이마의 위치

슈브라 엘 케이마(아랍어: شبرا الخيمة)는 이집트 칼리우비야주의 도시로, 이집트에서 네 번째로 큰 도시이며 인구는 1,016,722명(2006년 기준)이다. 카이로(이집트의 수도) 북부에 위치하며 카이로 수도권에 속하는 도시 가운데 하나이기도 하다.